# José Sigüeñas
José Sigüeñas (30 de agosto de 1990) es un futbolista peruano. Juega de defensa y su equipo actual es San Lorenzo de Porococha que participa en la Copa Perú.

## Trayectoria
Debutó el 22 de mayo de 2010 ante Juan Aurich en Iquitos.

## Clubes
| Club                        | País | Año         |
| --------------------------- | ---- | ----------- |
| Colegio Nacional de Iquitos | Perú | 2010-2011   |
| Walter Ormeño               | Perú | 2012-2013   |
| Juventud América (Cañete)   | Perú | 2014-2015   |
| Comerciantes Unidos         | Perú | 2015        |
| Walter Ormeño               | Perú | 2016 - 2017 |
| Huracán de Canta            | Perú | 2018        |
| San Lorenzo de Porococha    | Perú | 2019 -      |

## Palmarés
| Título                    | Club                | País | Año  |
| ------------------------- | ------------------- | ---- | ---- |
| Segunda División del Perú | Comerciantes Unidos | Perú | 2015 |